# 西一镇
西一镇，是中华人民共和国云南省红河哈尼族彝族自治州弥勒市下辖的一个乡镇级行政单位。

## 行政区划
西一镇下辖以下地区：
油榨村、大云村、起飞村、树龙村、攀枝邑村、中和村、长冲村、勒色村、阿基村和雨龙村。